# 東區 (濱松市)

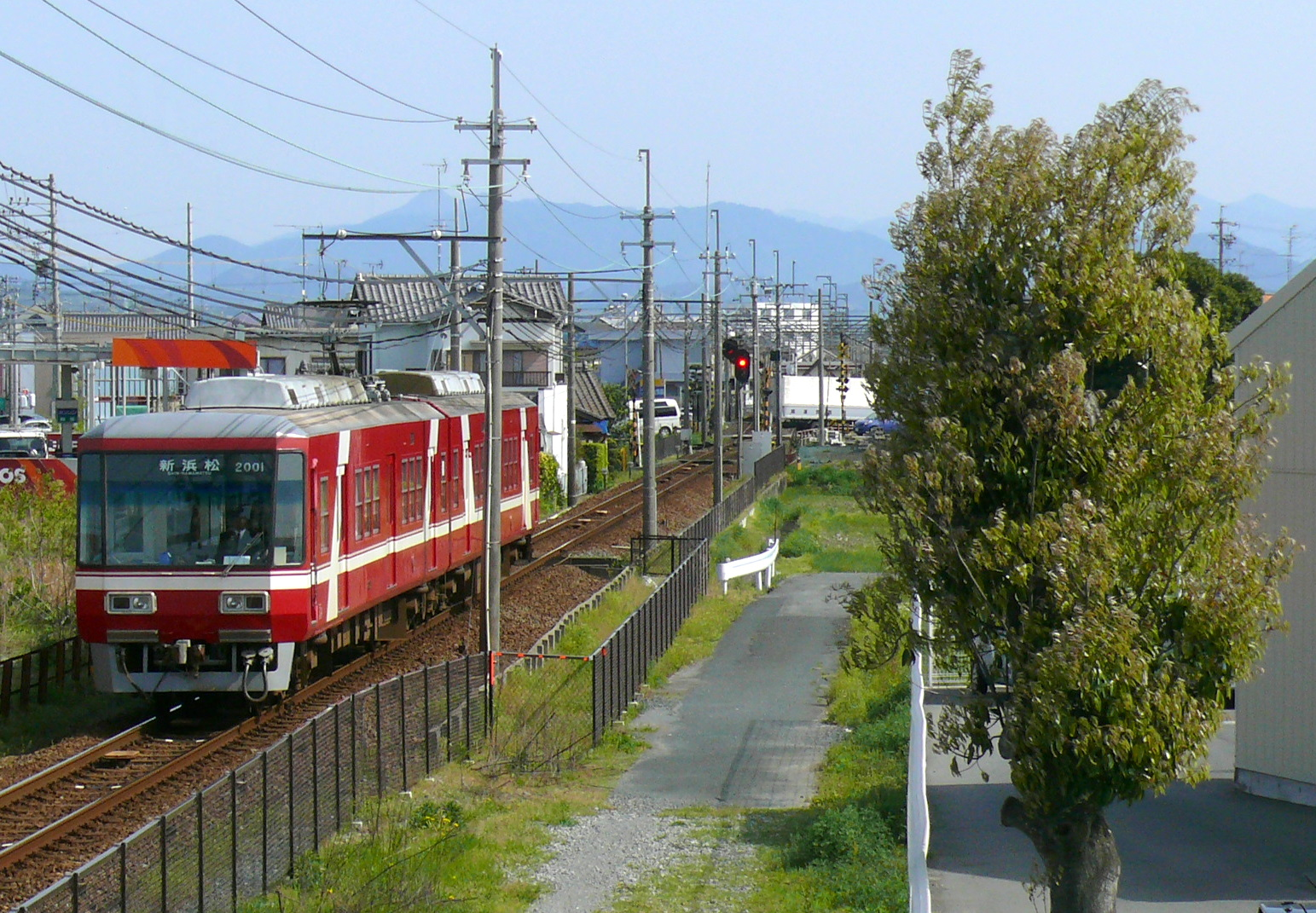
遠州西崎站附近的遠州鐵道2000型電車

東區（日语：／ Higashi ku */?）為2007年4月1日靜岡縣濱松市所設立的行政区之一。該區範圍為舊濱松市東部。該區人口在濱松市內僅次于中區。2024年1月1日併入新成立的中央區。